# Jazīreh-ye Ḩājjī Ḩoseyn
Jazīreh-ye Ḩājjī Ḩoseyn (persiska: جزيره حاجّی حسين) är en ö i Iran.   Den ligger i provinsen Khuzestan, i den västra delen av landet, 700 km söder om huvudstaden Teheran.